# Emeka Okafor
Chukwuemeka Noubuisi „Emeka“ Okafor (* 28. September 1982 in Houston, Texas) ist ein ehemaliger US-amerikanischer Basketballspieler nigerianischer Herkunft. Die meiste Zeit seiner Profikarriere war er in der US-Profiliga NBA aktiv.
Okafor kommt bei einer Größe von 2,08 Metern hauptsächlich als Center zum Einsatz. Vor seiner Zeit als Profi besuchte er die University of Connecticut, wo er 2004 eine nationale Meisterschaft gewann. In seiner ersten Saison in der NBA gewann er die Auszeichnung des Rookie of the Year.

## Karriere

### College
Emeka Okafor machte nicht nur durch seine Fähigkeiten als Spieler für das Basketballteam der U-Conn, sondern auch durch seine Leistungen als Student auf sich aufmerksam. 2004 holte er gemeinsam mit Ben Gordon die NCAA Division I Basketball Championship und wurde zum Most Outstanding Player des Wettbewerbs gewählt. Im April 2004 meldete sich Emeka Okafor zum NBA Draft an und wurde von den Charlotte Bobcats an Position zwei gedraftet.

### NBA
Bevor die Saison 2004/05 anfing, spielte Okafor für das amerikanische Basketballteam bei den Olympischen Spielen in Athen und konnte mit dem Team Bronze gewinnen. Okafor konnte schon im ersten Jahr mit den Charlotte Bobcats einige Siege feiern und wurde 2005 als Rookie of the Year ausgezeichnet. Damit führte er auch das NBA All-Rookie First Team dieses Jahres an.
Die Saison 2005/06 musste er aufgrund von Verletzungen jedoch größtenteils aussetzen. Er blieb fünf Jahre bei den Bobcats und erzielte in jedem dieser Jahre Double-Doubles. Sein Schnitt betrug in dieser Zeit 14,0 Punkten, 10,7 Rebounds und 1,9 Blocks pro Spiel. Mit den Bobcats erreichte er jedoch nie die Playoffs.
Im Juli 2009 wurde er für Tyson Chandler zu den New Orleans Hornets transferiert. Für die Hornets spielte er bis 2012, konnte aber aufgrund mehrerer Verletzungen in keiner Spielzeit annähernd alle Spiele absolvieren. Im Sommer 2012 wurde er zusammen mit Trevor Ariza zu den Washington Wizards transferiert. Im Gegenzug wechselte Rashard Lewis zu den Hornets.
Kurz vor Start der Saison 2013/14 wechselte Okafor für Marcin Gortat zu den Phoenix Suns. Okafor setzte jedoch die komplette Saison verletzungsbedingt aus und absolvierte kein Spiel für die Suns.
Nach der Saison wurde sein Vertrag in Phoenix nicht verlängert. Auch die darauffolgende Saison 2014/15, fand Okafor kein NBA-Team. Aufgrund einer Nackenverletzung entschied er sich sein Comeback für 2015 zu verlegen. Er fand jedoch auch zum Saisonstart der NBA-Saison 2016/17 kein NBA-Team.

#### Comeback in der NBA
Im September 2017 unterschrieb Okafor einen Vertrag bei den Philadelphia 76ers. Er wurde jedoch vor der Saison entlassen und kam in der G-League bei den Delaware 87ers unter Vertrag. Nach guten Leistungen, wurde er im Februar 2018 von den New Orleans Pelicans unter Vertrag genommen und gab fünf Jahre nach seinem letzten NBA-Spiel sein Comeback gegen die Utah Jazz. Im September wurde er zu den Philadelphia 76ers transferiert, sein Vertrag aber vor Beginn der Saison am 13. Oktober aufgelöst.

## Sonstiges
- Okafors Namensmittel bedeutet buchstäblich Gott hat großes getan.[4]
- Jahlil Okafor ist ein entfernter Cousin von Emeka Okafor.[5][6]